# مسجد محمد أغا (إيران)
مسجد محمد أغا هو مسجد تاريخي يعود إلى عصر القاجاريون، ويقع في تبريز.